# Georg Beyschlag
Georg Philipp Beyschlag (Munique, 4 de julho de 1997), é um basquetebolista profissional estadunidense que atualmente joga pelo FC Bayern München. O atleta tem 1,80m de altura, pesa 76 kg atuando na posição armador.